# Trichoniscidae
I Trichoniscidae sono una famiglia di isopodi (onischi) di cui l'esemplare più noto è il Trichoniscus pusillus. Appartengono a questa famiglia la maggior parte delle specie di onischi che si sono adattate a uno stile di vita acquatico o anfibio. Diverse specie dei seguenti generi vivono sia in acqua che sulla terra.

## Generi
- Acteoniscus Vandel, 1955  – Grecia
- Acyphoniscus Frankenberger, 1941  – Bulgaria
- Aegonethes Frankenberger, 1938  – isole della Croazia e dell'Italia
- Alistratia Andreev, 2004 – Greecia
- Alpioniscus Racovitza, 1908 – Europa meridionale
- Amerigoniscus Vandel, 1950  – Nordamerica
- Anatoliscus Verhoeff, 1949  – Turchia
- Androniscus Verhoeff, 1908 – Europa
- Balearonethes Dalens, 1977  – Maiorca
- Balkanoniscus Verhoeff, 1926  – Bulgaria
- Banatoniscus Tabacaru, 1991  – Romania
- Bergamoniscus Brian & Vandel, 1949 – Italia
- Beroniscus Vandel, 1969 – Bulgaria, Sicilia
- Biharoniscus Tabacaru, 1963  – Romania
- Borutzkyella Tabacaru, 1993 – Abkazia
- Brackenphiloscia Ortiz, Debras & Lalana, 1999  – Cuba
- Brackenridgia Ulrich, 1902  – Nordamerica
- Buddelundiella Silvestri, 1897 – Mediterraneao, Europa
- Bulgaronethes Vandel, 1967  – Bulgaria
- Bureschia Verhoeff, 1926  – Birmania
- Calconiscellus Verhoeff, 1938 – Slovenia, Ungheria, Austria, Grecia
- Cantabroniscus Vandel, 1965  – Spagna
- Carloniscus Verhoeff, 1936  – Grotte della Francia
- Castellanethes Brian, 1952 – Italia: Bari
- Catalauniscus Vandel, 1953 – Spagna: Tarragona
- Caucasocyphonethes Borutzky, 1948  – Russia
- Caucasonethes Verhoeff, 1932 – Georgia
- Chasmatoniscus Strouhal, 1971  – Turchia
- Colchidoniscus Borutzky, 1974 – Georgia occidentale
- Cylindroniscus Arcangeli, 1929 – Cuba, Messico
- Cyphobrembana Verhoeff, 1931 – Italia
- Cyphonethes Verhoeff, 1926 – Erzegovina
- Cyphoniscellus Verhoeff, 1901 – Italia, Europa mediorientale
- Cyphopleon Frankenberger, 1940 – Grotte della Dalmazia
- Cyphotendana Verhoeff, 1936 – Alpi
- Cyrnoniscus Vandel, 1953 – Corsica
- Escualdoniscus Vandel, 1948 – Francia
- Finaloniscus Brian, 1951 – Italia e Corsica
- Graeconiscus Stouhal, 1940 – Grecia e Macedonia
- Haplophthalmus Schöbl, 1860 – Mediterraneo, introdotto in Tasmania e Nordamerica (55 species)
- Helenoniscus Legrand, 1943 – Francia
- Hondoniscus Vandel, 1968 – Giappone
- Hyloniscus Verhoeff, 1908 – Europa, America Nordorientale e Giappone
- Iberoniscus Vandel, 1952 – Spagna
- Katascaphius Verhoeff, 1936 – Alpi
- Kosswigius Verhoeff, 1941 – Turchia e Grecia
- Lapilloniscus Brian, 1938 – Italia
- Leucocyphoniscus Verhoeff, 1900 – Svizzera e Italia
- Libanonethes Vandel, 1955 – Libano
- Macedonethes Buturović, 1955 – Macedonia
- Metatrichoniscoides Vandel, 1943 – Inghilterra meridionale, Francia, Germania, Svezia, Finlandia
- Mexiconiscus Schultz, 1964 – Messico
- Microtitanethes Pljakic, 1977 – Serbia occidentale
- Miktoniscus Kesselyak, 1930 – USA, Gran Bretagna, Madeira, Azzorre
- Mingrelloniscus Borutzky, 1974 – Caucaso
- Mladenoniscus Karaman, 2008 - Macedonia
- Monocyphoniscus Strouhal, 1939 – Bulgaria
- Moserius Strouhal, 1940 – Italia: nell'area di Trieste
- Murgeoniscus Arcangeli, 1939 – Italia
- Nesiotoniscus Racovitza, 1908 – Francia meridionale, Corsica e Capraia
- Nippononethes Tabacaru, 1996 – Giappone
- Oregoniscus Hatch, 1947 – USA: Oregon
- Oritoniscus Racovitza, 1908 – Pirenei
- Paracyphoniscus Brian, 1958 – Italia
- Phymatoniscus Racovitza, 1908 – Francia (4 species)
- Protonethes Absolon & Strouhal, 1932 – Balcani
- Psachonethes Borutzky, 1969 – Caucaso sudoccidentale e nord dell'Iran (2 species)
- Pseudobuddelundiella Borutzky, 1967 – Caucaso del nord
- Rhodopioniscus Tabacaru, 1993 – Bulgaria (3 species)
- Sanfilippia Brian, 1949 – Italia
- Scotoniscus Racovitza, 1908 – Pirenei e Sardegna (3 species)
- Siciloniscus Caruso, 1982 – Sicilia
- Spelaeonethes Verhoeff, 1932 – Spagna, Italia, Sicilia, Sardegna e Algeria (5 species)
- Strouhaloniscellus Tabacaru, 1993 – Bosnia meridionale
- Tachysoniscus Verhoeff, 1930 – Alpi sudorientali
- Tauronethes Borutzky, 1949 – Crimea
- Thaumatoniscellus Tabacaru, 1973 – Romania
- Titanethes Schiødte, 1849 – Italia, Slovenia, Croazia, Erzegovina (3 species)
- Trichonethes Strouhal, 1953 – Turchia (2 species)
- Trichoniscoides Sars, 1898 – Francia, Spagna, Inghilterra, Germania e Danimarca (40 species)
- Trichoniscus Brandt, 1833 – Europa, Nordamerica (185 species)
- Tricyphoniscus Verhoeff, 1936 – Bulgaria
- Troglocyphoniscus Stouhal, 1939 – Balcani (2 species)
- Troglonethes Cruz, 1991 – Spagna
- Turkonethes Verhoeff, 1943 – Turchia (2 species)
- Typhlotricholigioides Rioja, 1953 – Messico
- Vandeloniscellus Tabacaru, 1993 – Bulgaria